# Nhân quyền tại Phần Lan
Nhân quyền tại Phần Lan bao gồm những quyền cơ bản về tự do ngôn luận, tự do tín ngưỡng, tự do hội họp và lập hội được ấn định trong pháp luật và thực thi trong đời sống xã hội. Quyền cơ bản của mỗi cá nhân được đảm bảo bởi Hiến pháp, pháp luật và các điều ước về nhân quyền do Chính phủ Phần Lan phê chuẩn. Hiến pháp Cộng hoà Phần Lan quy định bản chất độc lập của ngành tư pháp.
Tổ chức Ân xá Quốc tế từng bày tỏ sự quan ngại đối với một số vấn đề còn tồn đọng tại Phần Lan, như cho phép Cơ quan Tình báo Trung ương Hoa Kỳ thực hiện các vụ bắt cóc trên lãnh thổ; bắt giam những người không đồng ý thực hiện nghĩa vụ quân sự; phân biệt đối xử đối với người dân tộc Di-gan cùng một số dân tộc và nhóm ngôn ngữ thiểu số khác.